# Surya Bahadur Thapa
Surya Bahadur Thapa (सूर्य बहादुर थापा - Sūrya Bahādura Thāpā; Dhanakuta, 21 marzo 1928 – Nuova Delhi, 15 aprile 2015) è stato un politico nepalese, Primo ministro del Nepal dal 1963 al 1964, dal 1965 al 1969, dal 1979 al 1983, dal 1997 al 1998 e dal 2003 al 2004.
Il quinto mandato, iniziato il 5 giugno 2003, è terminato con le dimissioni quando il malcontento popolare ha indotto re Gyanendra a formare un nuovo governo guidato da Sher Bahadur Deuba.
Thapa è stato a capo del Rastriya Janashakti Party (RJP = partito nazionale del potere del Popolo), un partito nazionalista e filomonarchico nato da una scissione del Rastrya Prajatantra Party, di cui è presidente  Pashupati Rana. 
Il 31 gennaio 2008, a due mesi dalla data fissata per le elezioni all'Assemblea Costituente, è stato ricevuto dal Re insieme a Pashupati Rana, a Gobinda Raj Joshi in polemica con la linea seguita dal Partito del Congresso e ad alcuni giornalisti.